# 34718 Кантаґаллі
34718 Кантаґаллі (34718 Cantagalli) — астероїд головного поясу, відкритий 14 серпня 2001 року.
Тіссеранів параметр щодо Юпітера — 3,168.